# 1900년 미국 대통령 선거
1900년 미국 대통령 선거는 1900년 미국에서 치러진 대통령 선거로, 호황과 에스파냐와의 전쟁에서의 승리로 윌리엄 매킨리 대통령이 재선되었다.

## 후보선출

### 인민당
인민당은 통합파와 중도파로 분열되어, 통합파는 맥킨리 대통령 지지를 선언했고 중도파는 경선을 통해 학자 와튼 바커를 대통령 후보로 선출한다

### 공화당
1900년 6월, 공화당 전당대회는 만장일치로 윌리엄 매킨리 대통령을 대통령 후보로, 시어도어 루즈벨트 뉴욕 주지사를 부통령 후보로 선출한다

### 민주당
윌리엄 헤이즌 장군의 미망인이었던 가톨릭교도 밀드레드 헤이즌과의 결혼 파문으로 조지 데위 제독이 경선 후보에서 사퇴함으로써 전 대통령 후보였던 윌리엄 제닝스 브라이언이 만장일치로 대통령 후보로 선출되었다.

### 사회민주당
노조 정책에 대한 이견으로 사회노동당을 탈당한 탈당파는 유진 뎁스 총재를 대통령 후보로 선출한다

### 금지당
금지당은 존 울리 변호사를 대통령 후보로 선출한다

## 선거 결과
| 대통령 후보            | 정당       | 근거지       | 득표수    | 지지율 | 선거인단 득표 |
| ---------------------- | ---------- | ------------ | --------- | ------ | ------------- |
| 윌리엄 맥킨리          | 공화당     | 오하이오     | 7,228,864 | 51.64% | 292           |
| 윌리엄 제닝스 브라이언 | 민주당     | 네브래스카   | 6,370,932 | 45.52% | 155           |
| 존 울리                | 금지당     | 일리노이     | 210,864   | 1.51%  | 0             |
| 유진 뎁스              | 사회민주당 | 인디애나     | 87,945    | 0.63%  | 0             |
| 와튼 바커              | 인민당     | 펜실베이니아 | 50,989    | 0.36%  | 0             |
| 조셉 맬로니            | 사회노동당 | 매사추세츠   | 40,943    | 0.29%  | 0             |
| 계                     | 계         | 13,997,426   | 100.00 %  | 447    |               |

| 부통령 후보          | 정당       | 근거지       | 선거인단 득표 |
| -------------------- | ---------- | ------------ | ------------- |
| 시어도어 루즈벨트    | 공화당     | 뉴욕         | 292           |
| 애들레이 E. 스티븐슨 | 민주당     | 일리노이     | 155           |
| 헨리 맷캘프          | 금지당     | 로드아일랜드 | 0             |
| 좁 해리맨            | 사회민주당 | 캘리포니아   | 0             |
| 이그네시어스 도넬리  | 인민당     | 미네소타     | 0             |
| 밸런타인 레멜        | 사회노동당 | 펜실베이니아 | 0             |
| 계                   | 계         | 계           | 447           |

## 같이 보기
- 1900년 미국 하원의원 선거
- 1900년 미국 상원의원 선거